# تتسورو اوتا
تتسورو اوتا (انگلیسی: Tetsuro Ota؛ زادهٔ ۲ ژوئیهٔ ۱۹۸۹) بازیکن فوتبال اهل ژاپن است.
از باشگاه‌هایی که در آن بازی کرده‌است می‌توان به باشگاه فوتبال کاشیوا ریسول اشاره کرد.